# Sambuco (Bracciano)
Sambuco è una frazione del comune italiano di Bracciano, nella Città metropolitana di Roma Capitale, nel Lazio.
Dista circa 9 chilometri dal capoluogo comunale.

## Storia
Sambuco fu un antico borgo castellano di epoca medievale, proprietà dei Santacroce nel Quattrocento.
La localitá Sambuco fa parte del Comune di Bracciano, anche se anticamente per un periodo ha fatto parte del comune di Cerveteri, con il quale questa bucolica localitá è ancora oggi confinante.
La storia recente del Sambuco si riconduce al periodo del secondo dopoguerra con del piano di sviluppo del Piano Marshall che si tradusse in campo agricolo nell'attuazione della Riforma Agraria dell'Ente Maremma. Negli anni '50 infatti le terre agricole confiscate ai nobili vennero ridistribuite ai contadini che ne facevano richiesta, per poter essere coltivate e riscattare la popolazione dalla depressione economica e sociale delle distruzioni e della occupazione tedesca della seconda guerra mondiale.

## Monumenti e luoghi d'interesse

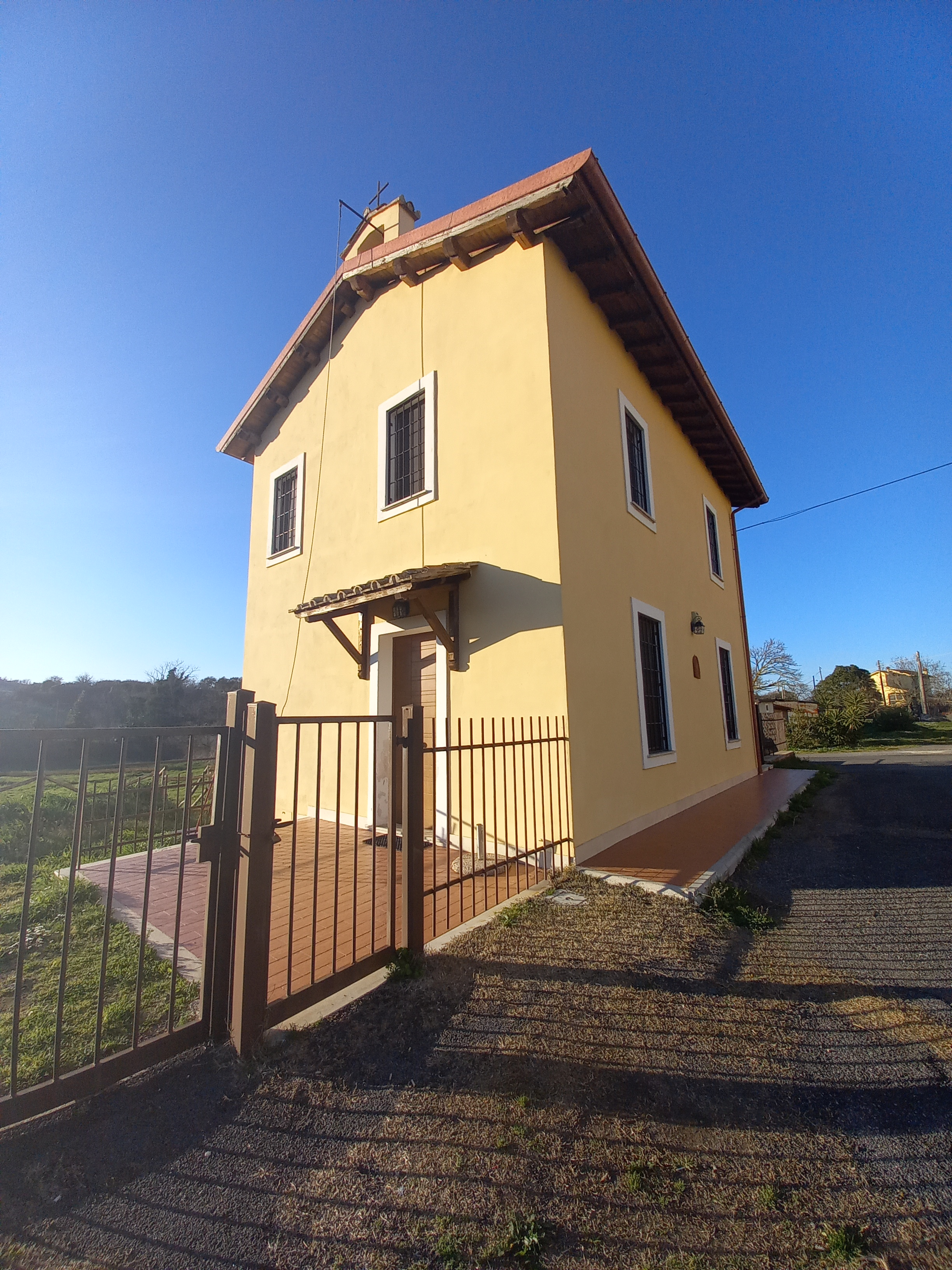
La Cappella della Natività della Vergine

### Architetture religiose
Cappella della Natività della Vergine
La Cappella della Natività della Vergine sorge al primo piano di un antico casale ed è stata restaurata sia all'interno che all'esterno. All'interno l'abside è separata dal resto della cappella da un arco a sesto ribassato e soffitto piano. Le pareti interne sono tinteggiate di bianco mentre quelle esterne di giallo chiaro.

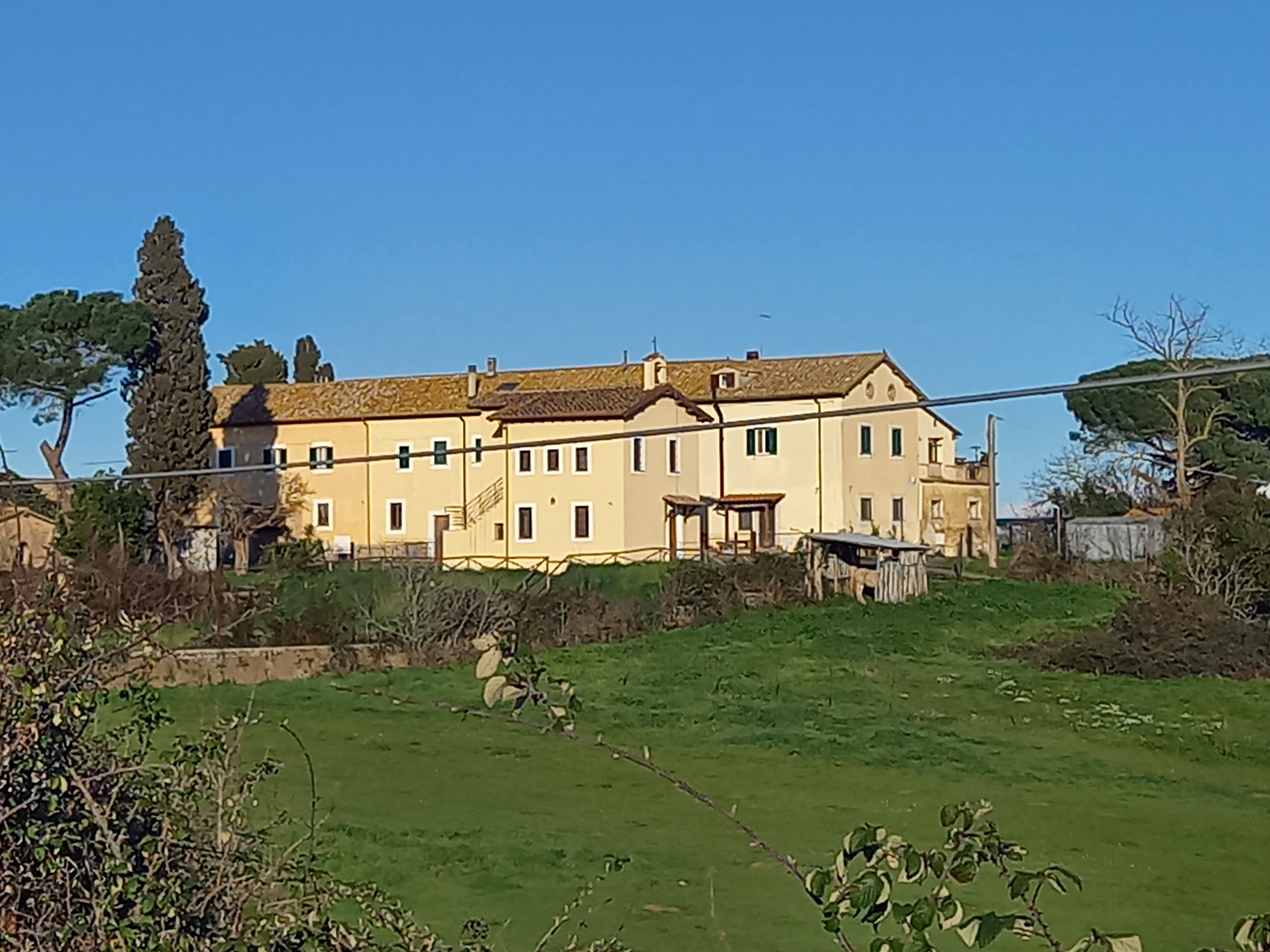
Il caseggiato di Sambuco

### Architetture civili
Caseggiato
Il caseggiato di Sambuco è formato da 5 abitazioni costruite tra il 1971 e il 2000 ed è abitato da 7 famiglie.